# Elaphria haemassa
Elaphria haemassa là một loài bướm đêm trong họ Noctuidae.